# Liste der Nintendo-Switch-Spiele/K
| Titel                                        | Entwickler                   | Herausgeber                              | Genre                     | Handel | Veröffentlichung D/A/CH                   |
| -------------------------------------------- | ---------------------------- | ---------------------------------------- | ------------------------- | ------ | ----------------------------------------- |
| Kairobotica                                  | Kairosoft                    | Kairosoft                                | Simulation                | Nein   | 5. März 2020                              |
| Kakuro Magic                                 | Nestor Yavorskyy             | Nestor Yavorskyy                         | Brettspiel                | Nein   | 15. Mai 2020                              |
| Kamiko                                       | Skipmore                     | Flyhigh Works                            | Action                    | Nein   | 27. April 2017                            |
| Kansei: The Second Turn HD                   | Sakevisual                   | Ratalaika Games                          | Visual novel              | Nein   | 14. Januar 2022                           |
| Katamari Damacy REROLL                       | Bandai Namco Entertainment   | Bandai Namco Entertainment               | Action                    | Nein   | 7. Dezember 2018                          |
| KATANA KAMI: A Way of the Samurai Story      | Acquire Corp.                | Spike Chunsoft US                        | Rollenspiel               | Nein   | 20. Februar 2020                          |
| Katana ZERO                                  | Askiisoft                    | Devolver Digital                         | Action Platformer         | Nein   | 18. April 2019                            |
| Kawaii Deathu Desu                           | Pippin Games                 | eastasiasoft                             | Action                    | Nein   | 16. April 2020                            |
| Keep Talking and Nobody Explodes             | Steel Crate Games            | Steel Crate Games                        | Puzzle                    | Nein   | 16. August 2018                           |
| Kemono Friends Picross                       | Jupiter Corporation          | Jupiter Corporation                      | Puzzle                    | Nein   | 4. Oktober 2018                           |
| Kemono Heroes                                | Mad Gear Games               | NIS America                              | Action                    | Nein   | 28. Februar 2020                          |
| Kenshō                                       | JetDogs                      | JetDogs                                  | Puzzle                    | Nein   | 2. August 2018                            |
| Kentucky Robo Chicken                        | Solid9                       | Solid9                                   | Platformer                | Nein   | 6. September 2018                         |
| Kentucky Route Zero: TV Edition              | Annapurna Interactive        | Annapurna Interactive                    | Point-and-Click-Adventure | Nein   | 28. Januar 2020                           |
| Kero Blaster                                 | Playism                      | Studio Pixel                             | Platformer                | Nein   | 23. August 2018                           |
| Kholat                                       | IMGN.PRO                     | Imagination                              | Adventure                 | Nein   | 14. Mai 2020                              |
| Kiai Resonance                               | Timothée Paez                | Timothée Paez                            | Fighting                  | Nein   | 25. Juli 2019                             |
| Kid Tripp                                    | Four Horses                  | Four Horses                              | Plattformer               | Nein   | 23. November 2017                         |
| KILL la KILL - IF                            | A+ Games                     | PQube Limited                            | Fighting                  | Ja     | 26. Juli 2018                             |
| Kill The Bad Guy                             | Exkee                        | Exkee                                    | Puzzle                    | Nein   | 5. Juli 2018                              |
| Killer Queen Black                           | Liquid Bit                   | Liquid Bit                               | Action                    | Nein   | 25. Oktober 2019                          |
| Kine                                         | Gwen Frey                    | Chump Squad                              | Puzzle                    | Nein   | 17. Oktober 2019                          |
| King Lucas                                   | Hidden Trap                  | Hidden Trap                              | Platformer                | Nein   | 21. Februar 2020                          |
| King Oddball                                 | 10tons                       | 10tons                                   | Puzzle                    | Nein   | 31. Oktober 2017                          |
| Kingdom: New Lands                           | Noio and Licorice            | Raw Fury Retail: Limited Run Games       | Adventure Simulation      | Ja     | 14. September 2017 Retail: 22. Juli 2018  |
| Kingdom: Two Crowns                          | Noio and Licorice            | Raw Fury                                 | Adventure Simulation      | Nein   | 11. Dezember 2018                         |
| Kingdom Rush Frontiers                       | Ironhide Game Studio         | Ironhide Game Studio                     | Strategie                 | Nein   | 27. Februar 2020                          |
| Kingmaker: Rise to the Throne                | Artifex Mundi                | Artifex Mundi                            | Adventure                 | Nein   | 20. Dezember 2018                         |
| Kirby Star Allies                            | HAL Laboratory               | Nintendo                                 | Plattformer               | Ja     | 16. März 2018                             |
| Kissed by the Baddest Bidder                 | Voltage                      | Voltage                                  | Visual Novel              | Nein   | 11. Juni 2020                             |
| Kitten Squad                                 | Arcade Distillery            | PETA                                     | Twin-stick Shooter        | Nein   | 29. Mai 2018                              |
| Kitty Love: Way to look for Love             | OperaHouse Corporation       | Digimerce                                | Visual Novel              | Nein   | 1. November 2018                          |
| Kitty Maestro                                | Tackorama                    | Tackorama                                | Rhythmusspiel             | Nein   | 14. Februar 2020                          |
| Kitty Powers' Matchmaker                     | Magic Notion                 | Magic Notion                             | Simulation                | Nein   | 7. Februar 2020                           |
| Klondike Solitair                            | Baltoro Games                | Baltoro Games                            | Kartenspiel               | Nein   | 1. März 2019                              |
| Knight Squad                                 | Chainsawesome                | Chainsawesome                            | Action                    | Nein   | 5. Juni 2020                              |
| Knight Swap                                  | Minimol Games                | QUByte Interactive                       | Brettspiel                | Nein   | 17. März 2020                             |
| Knight Swap 2                                | Minimol Games                | QUByte Interactive                       | Brettspiel                | Nein   | 19. März 2020                             |
| Knight Terrors                               | Freakzone Games              | Nicalis                                  | Plattformer               | Nein   | 24. Oktober 2017                          |
| Knights and Bikes                            | Foam Sword Games             | Double Fine                              | Adventure                 | Nein   | 6. Februar 2020                           |
| Knightin'+                                   | Muzt Die Studios             | Ratalaika Games                          | Rollenspiel               | Nein   | 21. Februar 2020                          |
| Knights of Pen and Paper +1 Deluxier Edition | Behold Studios Seaven Studio | Plug In Digital Retail: Super Rare Games | Rollenspiel               | Ja     | 29. Mai 2018 Retail: 31. Januar 2019      |
| Knights of Pen and Paper 2 Deluxier Edition  | Plug In Digital              | Plug In Digital Retail: Super Rare Games | Rollenspiel               | Ja     | 13. Dezember 2018 Retail: 31. Januar 2019 |
| Knock-Knock                                  | Ice-Pick Lodge               | Ice-Pick Lodge                           | Adventure                 | Nein   | 31. Oktober 2018                          |
| Knockout Home Fitness                        | Pocket                       | Marvelous                                | Sportsimulation           | Ja     | 8. Oktober 2021                           |
| Koi DX                                       | Circle Entertainment         | Circle Entertainment                     | Adventure                 | Nein   | 9. November 2017                          |
| Koloro                                       | QubicGames                   | QubicGames                               | Platformer                | Nein   | 22. Dezember 2018                         |
| Kona                                         | Parabole                     | Koch Media                               | Adventure                 | Nein   | 9. März 2018                              |
| Kotodama: The 7 Mysteries of Fujisawa        | Art Co.                      | PQube                                    | Visual Novel              | Ja     | 31. Mai 2019                              |
| Koral                                        | Carlos Coronado              | Carlos Coronado                          | Adventure                 | Nein   | 16. Mai 2019                              |
| KORG Gadget                                  | DETUNE                       | DETUNE                                   | Musikprogramm             | Nein   | 26. April 2018                            |
| KUNAI                                        | TurtleBlaze                  | The Arcade Crew                          | Platformer                | Nein   | 6. Februar 2020                           |
| KUUKIYOMI: Consider It!                      | G-Mode                       | G-Mode                                   | Puzzle                    | Nein   | 19. Dezember 2019                         |
| KYUB                                         | NextNinja                    | NextNinja                                | Puzzle                    | Nein   | 7. Februar 2019                           |